# Seidai Miyasaka
Seidai Miyasaka (宮坂正大) (1955) es un astrónomo japonés y asociado con el Observatorio de Yatsuka (código de observatorio 367) desde el que el Minor Planet Center le acredita el descubrimiento de cuatro asteroides en colaboración con el astrónomo Hiroshi Abe en 1993 (tres de ellos) y 1997. Su nombre de pila puede ser leído a veces como Shota o Seita, aunque Seidai es la grafía que emplea la NASA para acreditarlo.

## Descubrimientos
| Asteroides descubiertos: 4 | Asteroides descubiertos: 4 |
| -------------------------- | -------------------------- |
| (7097) Yatsuka             | 8 de octubre de 1993       |
| (7837) Mutsumi             | 11 de octubre de 1993      |
| (8099 1993 TE              | 8 de octubre de 1993       |
| (58622) Setoguchi          | 2 de noviembre de 1997     |
| 1.                         |                            |

El Minor Planet Center le acredita el descubrimiento de cuatro asteroides en colaboración con el astrónomo Hiroshi Abe en 1993 (tres de ellos) y 1997, todos ellos desde el observatorio situado en Yatsuka. El Minor Planet Center acredita sus descubrimientos como S. Miyasaka.
Durante sus observaciones de seguimiento de asteroides ha observado numerosos asteroides, por lo que alguno de ellos podría ser detectado y numerado en un futuro.

## Epónimos
El asteroide del cinturón de asteroides (3555) Miyasaka fue nombrado así en su honor por el prolífico descubridor de asteroides Takao Kobayashi, con el cual Miyasaka había colaborado durante muchos años, «reconociéndole el mérito de ser uno de los pocos astrónomos japoneses dedicados a las observaciones de seguimiento de los asteroides.»

## Publicaciones
Es autor o coautor de más de 150 comunicaciones para simposios y revistas científicas, de las que se muestra como ejemplo no exhaustivo:
- Campaña de observación terrestre para el asteroide (162173) 1999 JU3
- El efecto de oposición del asteroide (4)Vesta
- Primera detección de la absorción de agua en un asteroide de tipo D
- Curvas de luz en los asteroides de la familia Karin.
- Espectroestroscopia respecto al tiempo de rotación de (3200) Phaethon.